# Paul Four
Paul Four (* 13. Februar 1956 in Katoomba, Australien) ist ein ehemaliger französischer Moderner Fünfkämpfer.

## Karriere
Four nahm an zwei Olympischen Spielen teil: 1980 in Moskau und 1984 in Los Angeles. 1980 schloss er die Einzelkonkurrenz auf dem 12. Platz ab, in der Mannschaftswertung landete er mit Frankreich auf Rang fünf. Vier Jahre später verbesserte er sich im Einzel auf den sechsten Platz. Mit der französischen Mannschaft gewann er die Bronzemedaille. Neben Four gehörten noch Joël Bouzou und Didier Boubé zur Mannschaft.
Bei Weltmeisterschaften gewann er ebenfalls eine Bronzemedaille in der Mannschaftskonkurrenz. 1983 stand er gemeinsam mit Joël Bouzou und Bruno Génard auf dem Podium.